# Баллихи
Баллихи (англ. Ballyhea; ирл. Baile Uí Aodha / Bealach Átha, «город Ши») — деревня в Ирландии, находится в графстве Корк (провинция Манстер) у трассы N20. В таунленде около 1000 жителей, высота населённого пункта — около 110 метров над уровнем моря.
С февраля 2011 года в деревне происходят еженедельные акции против операций по спасению ирландских банков в кризис; по словам организатора, причина в том, что это — крупнейший в истории грабёж.